# Jörn Peckmann
Jörn Peckmann (* 1969 in Kassel) ist ein deutscher Paläontologe und Geologe (Sedimentologie), der Professor an der Universität Hamburg  ist.

## Leben
Er studierte Geologie und Paläontologie in Göttingen, wo er bei 2000 bei Joachim Reitner über cold seeps promoviert wurde. Danach war er an den Universitäten von Göttingen, Reading und Bremen (Prof. für Geobiologie) bevor er 2010 Professor für Sedimentologie und Stratigraphie an der Universität Wien wurde.
Peckmann befasst sich mit von Mikroben (Prokaryoten) induzierter Mineralneubildung in Sedimenten, wobei er sowohl rezente als auch fossile Geo-Biotope untersucht, z. B. kalte Quellen (cold seeps) im Schwarzen Meer, in denen Methan gebildet wird. Er untersuchte Mikroorganismen in Basalten in Ozeanböden und an Land und ihre Rolle bei der Bildung von Karbonaten, Schwefelablagerungen, Phosphoriten und Evaporiten. Er verwendet Isotopenanalyse und analysiert fossile Moleküle (Lipid-Marker) um die Paläo-Umwelt zu rekonstruieren.
2014 erhielt er mit Andreas Kroh den Friedrich-von-Alberti-Preis, für seine Verdienste um die Erforschung der Geobiologie von Extrembiotopen und seine Arbeiten über die phylogenetische Entwicklung von Cold Seep-Gemeinschaften, die international höchste Beachtung gefunden und der Fachdisziplin Paläontologie neue Wege aufgezeigt haben (Laudatio von Reitner).
Er ist Mitherausgeber von Palaios, Terra Nova und Facies. 2007 bis 2011 war er im Herausgebergremium von Sedimentary Geology.